# Písečná (okres Frýdek-Místek)
Obec Písečná (polsky Pioseczna, německy Pioseczna) se nachází v okrese Frýdek-Místek v Moravskoslezském kraji. Žije zde přibližně 1 100 obyvatel. Část obyvatel tvoří polská menšina, hlásí se k ní přibližně 11% občanů. Ve vsi je obecní škola, obecní úřad, kulturní dům, obchod s potravinami a volnočasový areál.

## Historie
Obec Písečná v okrese Frýdek-Místek se rozkládá východně od Jablunkova na pravém břehu řeky Olše, je od něj vzdálena 3 km. Její protáhlý katastr, který protíná potok Kotelnice, směřuje severovýchodně k vrchu Krkavice. Obec má 1080 obyvatel (1.1.2024), je zde 272 trvale obydlených domů, katastrální výměra je 236 ha.
Písečná byla původně horskou osadou, částí města Jablunkova. První zmínky o Písečné pocházejí z roku 1446, kdy už byla pravděpodobně osídlena. U jejich počátků stáli bratři Matouš, Štefan a Jan Skřekové, původem z Jablunkova. I když byla Písečná součástí Jablunkova, ničím se neodlišovala od okolních valašských vesnic. Velký grunt Skřeků se časem rozpadl na menší části. Ve 40. letech 16. století žilo na Písečné asi 64 obyvatel, kteří se svým valašsky zaměřeným způsobem hospodaření zcela odlišovali od městských Jablunkovanů.
Také zde se zpočátku vyučovalo v soukromých domech a první škola byla zřízena v domě č. p. 54. Po roce 1873 byla vystavěna nová jednotřídní škola, a ta byla později ještě rozšířena.
V obci se nacházejí dvě kapličky první je zasvěcena Matce Boží Čenstochovské, postavená v roce 1926. Druhá je zasvěcena svatému Izidorovi – patronu zemědělců. Obě kapličky byly postaveny z vděčnosti za záchranu života.
Až do konce roku 2000 byla Písečná jako místní část součástí Jablunkova. Na základě referenda konaného v červnu 2000, byla dnem 1. 1. 2001 Písečná vyhlášena jako samostatná obec. Prvním starostou obce byl v její novodobé historii Jan Krzok, který se také významnou měrou zasloužil o její osamostatnění. Samostatnost obce výrazně přispěla k jejímu dalšímu rozvoji.

## Starostové
- Bc. Jan Krzok
- Bc. David Ćmiel - současný starosta

## Obyvatelstvo
| Rok            | 1869 | 1880 | 1890 | 1900 | 1910 | 1921 | 1930 | 1950 | 1961 | 1970 | 1980 | 1991 | 2001 | 2011 | 2021 |
| -------------- | ---- | ---- | ---- | ---- | ---- | ---- | ---- | ---- | ---- | ---- | ---- | ---- | ---- | ---- | ---- |
| Počet obyvatel | 367  | 383  | 446  | 453  | 523  | 490  | 593  | 608  | 820  | 741  | 806  | 991  | 804  | 899  | 982  |
| Počet domů     | 47   | 57   | 59   | 61   | 67   | 70   | 79   | 98   | 115  | 145  | 166  | 224  | 198  | 224  | 278  |

Věková struktura obyvatel obce Písečná roku 2011